# Timebomb (canción de Tove Lo)
«Timebomb» —en español:«Bomba de Tiempo» es una canción interpretada por la cantante y compositora sueca Tove Lo como tercer sencillo se álbum debut Queen of the Clouds. Es una composición de Tove Lo, Alexander Kronlund y Klas Åhlund, quien produce. Fue promocionada en la estación de radio KISS FM, el 6 de julio de 2015.

## Composición y fondo temático
La historia de «Timebomb» es una historia de amor cuyo final es claro para sus protagonistas, o al menos para Tove Lo, desde el principio. Un romance, no obstante, que defiende el dicho de «lo bueno, si breve, dos veces bueno».[cita requerida] La sueca lamenta que el suyo es un romance abocado al fracaso pero mantiene la esperanza de que su brevedad será su mejor aliada y hará de su relación algo intenso e inolvidable. Con letras como: «...We're not forever / You're not the one/ You and I could be the best thing ever».—en español:«...No estaremos juntos para siempre/ Tú no eres el amor de mi vida/ Pero tú y yo podríamos ser lo mejor de la historia», canta para preguntarse después: «...Thinking what's the worst thing that could happen? When the worst thing that could happen, could be the best thing ever». —en español:«...¿Qué podría ser lo peor que pudiera ocurrir si lo peor que pudiera ocurrir bien pudiera ser lo mejor de lo mejor?»

## Video musical
El video musical se estrenó el 22 de junio y fue dirigido por Emil Nava. Tove Lo fue al parecer a aparecer completamente desnuda para el video, pero no se confirmó, hasta el 19 de junio, cuando Lo confirma su fecha de lanzamiento y el rumor. El 19 de junio de 2015 una vista previa para el video musical fue subido a su página de Facebook indicando la fecha de lanzamiento para el video musical, ""#TIMEBOMB! Get ready. 3 days ⏰ 💣 💥".  El video musical muestra diferentes parejas peleando y discutiendo, pero al mismo tiempo, demostrándose su amor abrazándose y besándose.

### Temática
Tove Lo aparece en el centro, mientras que las parejas (de variada edad, etnia y orientación sexual) luchan, se empujan, y apoderan de uno al otro. En medio del video, Tove Lo baila alrededor con tiras negras e incorpora las mismas interacciones de las parejas con un hombre. Durante el puente de la canción, Lo libera sus emociones fuera moviendo con un inmenso poder, mientras que aparece completamente desnuda en la arena

### Promocional
Con el lanzamiento del video musical, Lo publicó: #weareatimebomb (—En español: «Somos una bomba de tiempo») en su sitio web. La gente de todo el mundo pueden transmitir el video musical en el sitio web "weareatimebomb" con otros fanes universalmente.

### Video Lírico
El 18 de junio de 2015, el vídeo lírico oficial fue subido a su cuenta de Vevo. El vídeo muestra lírica dos personas abrazándose "desnudas" y tocando el cuerpo del otro, mientras que las letras se muestran en su piel. El vídeo de la lírica fue dirigida por Bror Bror.